# Petit-Noir
Petit-Noir település Franciaországban, Jura megyében. Lakosainak száma 1063 fő (2022. január 1.). Petit-Noir Chemin, Longwy-sur-le-Doubs, Asnans-Beauvoisin, Les Hays, Mouthier-en-Bresse, Neublans-Abergement, Fretterans és Annoire községekkel határos.

## Népesség
A település népességének változása:
| Lakosok száma | 717  | 929  | 938  | 1139 | 1137 | 1131 | 1093 | 1095 | 1093 | 1063 |
|               | 1968 | 1982 | 1990 | 2006 | 2013 | 2015 | 2017 | 2019 | 2020 | 2022 |